# Munidopsis polymorpha
Munidopsis polymorpha  (лат.) — редкий вид пещерных десятиногих ракообразных. Небольшие (1 см в длину), слепые крабовидные организмы с бледной окраской. Вид эндемичен для острова Лансароте (Канарские острова), где он населяет солёные озёра Хамеос-дель-Агуа — нижней части лавовой пещеры Куэва-де-лос-Вердес, сформированной извержениями вулкана 3 000 лет назад.